# Monumento de Guerra al Distrito de Columbia

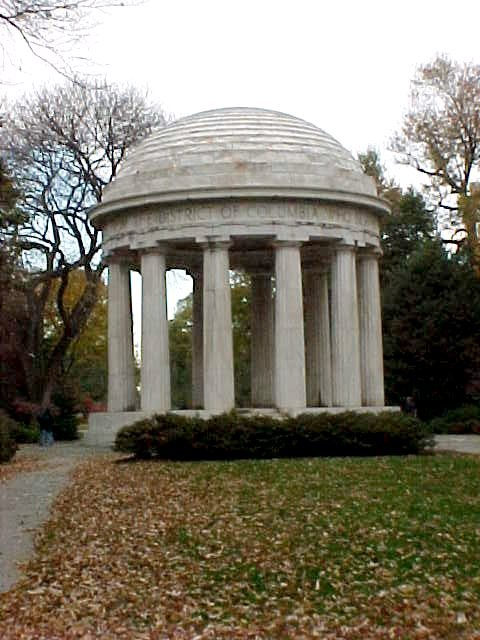
El Monumento de Guerra al Distrito de Columbia desde la pendiente sur, noviembre de 2001.

El Monumento de Guerra al Distrito de Columbia conmemora a los ciudadanos del Distrito de Columbia que sirvieron en la Primera Guerra Mundial. 

## Situación
El monumento se levanta en el parque West Potomac Park, algo separado de la avenida Independence en un claro de los árboles. Se autorizó su construcción por parte del Congreso en 7 de junio de 1924. Los fondos se sacaron con contribuciones de organizaciones y ciudadanos del Distrito. La construcción se inició durante la primavera de 1931, y el monumento se inauguró el 11 de noviembre de 1931 (Día del Armisticio). Fue el primer monumento de guerra en ser construido en el West Potomac Park, y sigue siendo el único monumento local en el National Mall.

## Diseño
Fue diseñado por el arquitecto de Washington Frederick H. Brooke, con Horace W. Peaslee y Nathan C. Wyeth como arquitectos asociados. El monumento se encuentra en un templo peristilo dórico, con cúpula y de 14.3 metros de altura (47 pies). Los cimientos son de hormigón, y la base que actúa como plataforma es de 1.2 metros (4 pies) de mármol, con un diámetro de 13.2 metros (43 pies). En una de las esquinas del monumento hay una lista con los 26 000 ciudadanos de Washington que sirvieron en la Gran Guerra. Grabados en la base están los nombres de los 499 ciudadanos del Distrito de Columbia que perdieron su vida en la guerra, junto con los medallones que representan las ramas de las fuerzas armadas. La cúpula y el entablamento se soportan en 12 columnas dóricas de mármol con una altura de 6.7 metros (22 pies) y que tienen forma alfautada.
El monumento está cuidado por el Servicio Nacional de Parques bajo la unidad de National Mall y Parques Memoriales.